# Bramante Buffoni
Bramante Buffoni (1912-1989) foi um pintor, desenhista gráfico e muralista italiano que, dentre outros artistas conterrâneos, migrou para o Brasil entre os anos de 1946 e 1953, onde produziu diversas obras icônicas na cidade de São Paulo. Buffoni foi parceiro por diversas vezes do arquiteto de interiores, Giancarlo Palanti, nos projetos das lojas e escritórios Olivetti do Brasil.

## Vinda ao Brasil
Imediatamente após a Segunda Guerra Mundial, todo o continente recebeu arquitetos e artistas europeus, imigrantes que viam ali a promessa de trabalho e riqueza diante da Europa em crise e, talvez, o lugar de efetivação dos próprios ideais de vida e daqueles da arquitetura e da arte moderna. Entre eles estavam o galerista, jornalista e crítico de arte Pietro Maria Bardi (1900-1999), os arquitetos Lina Bo Bardi (1914-1992) e Giancarlo Palanti (1906-1977) e os artistas Roberto Sambonet (1924-1995) e Bramante Buffoni (1912-1989) - italianos que se dirigiram ao Brasil entre 1946 e 1953. Esses personagens, de gerações e talentos diversos, tiveram suas trajetórias assinaladas pelas batalhas em prol da nova arte e nova arquitetura com cidades em comum como palcos e panos de fundo. Foram acomunados ainda pela origem e pela imigração, por trabalhos compartilhados, e por estarem, enfim, envolvidos no início de sua experiência brasileira pela influência e pelas oportunidades criadas por Bardi e o brasileiro Museu de Arte de São Paulo (MASP), que ele ajudou a fundar e dirigiu.

## Obras
Dentre suas principais obras, destacam se o piso geométrico da Galeria do Rock. Há registros ainda de obras de Bramante Buffoni retratando figuras de índios e animais brasileiros. Em 2016, a arquiteta Isabel Ruas publicou o livro "Mosaicos na Arquitetura dos Anos 50 — Quatro Artistas Modernos em São Paulo", no qual Bramante Buffoni recebe destaque. Segundo Isabel, painéis como os de Bramante contribuíram não só para uma transformação da arquitetura paulistana, mas também para o crescimento da economia do setor, ao movimentar indústrias de pastilhas cerâmicas, vidro e outros materiais usados na confecção dos murais.

## Galeria

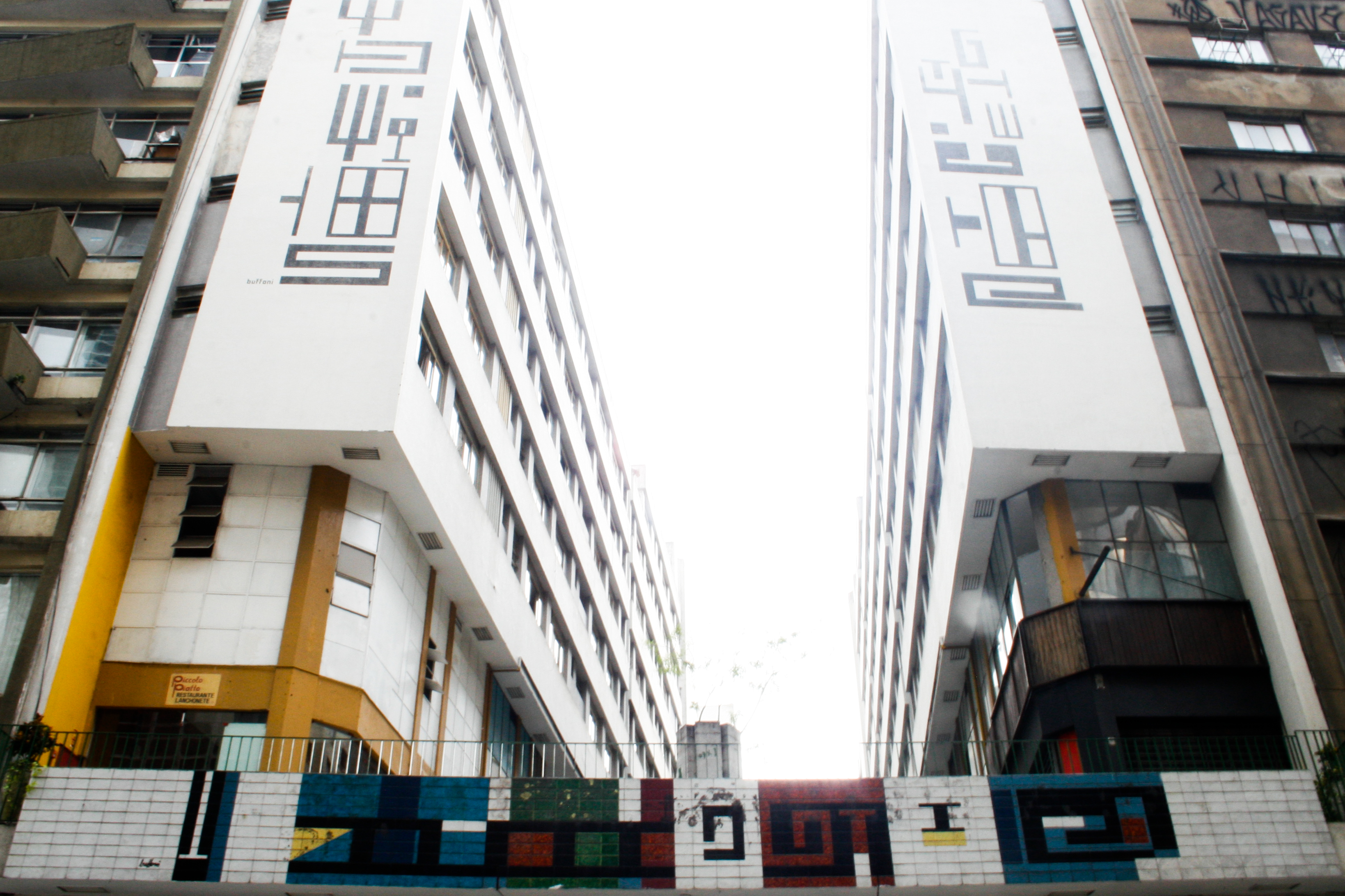
Rua Barão de Itapetininga, 37 e Rua Sete de Abril, 154, Centro
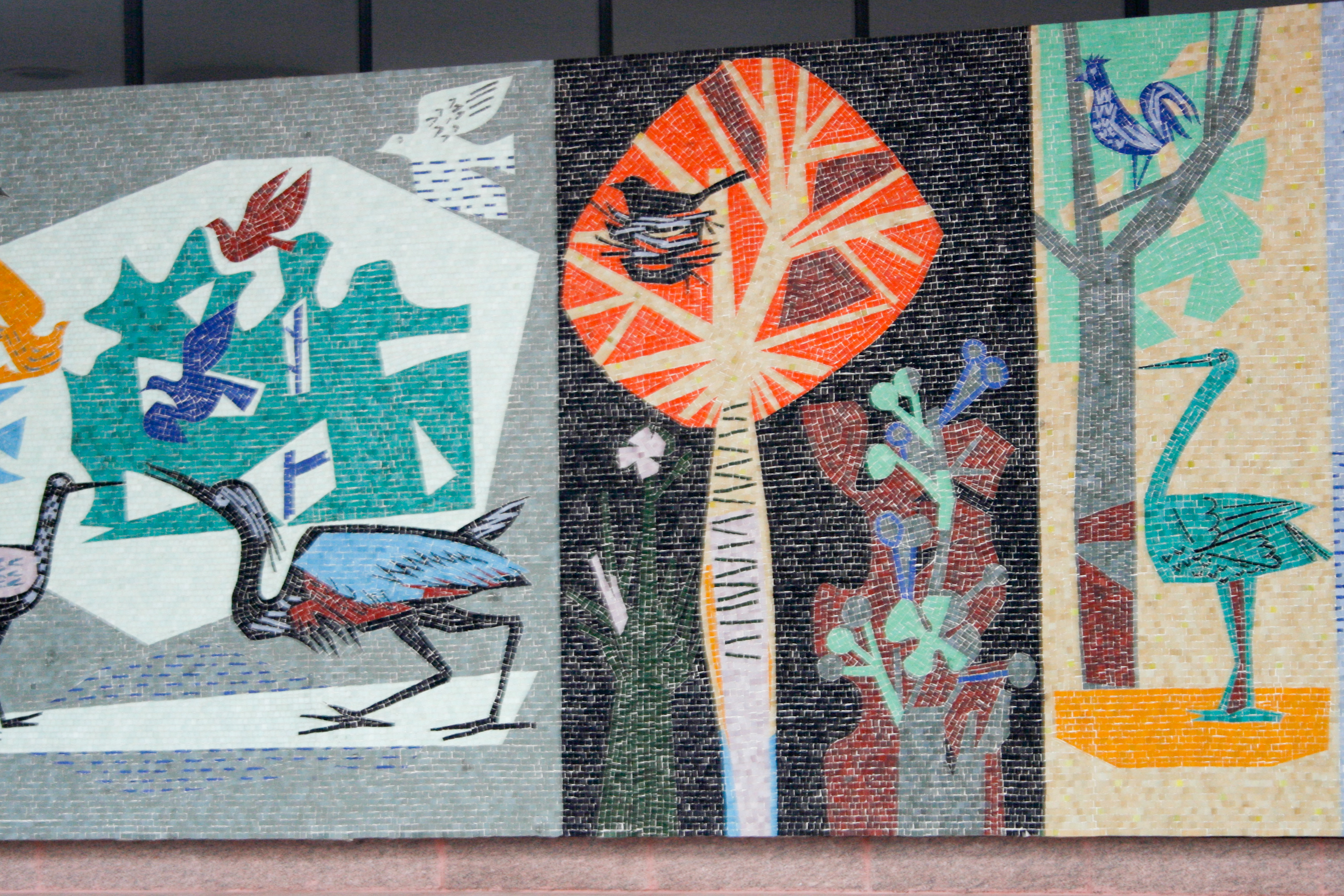
Avenida Higienópolis, 375, Higienópolis
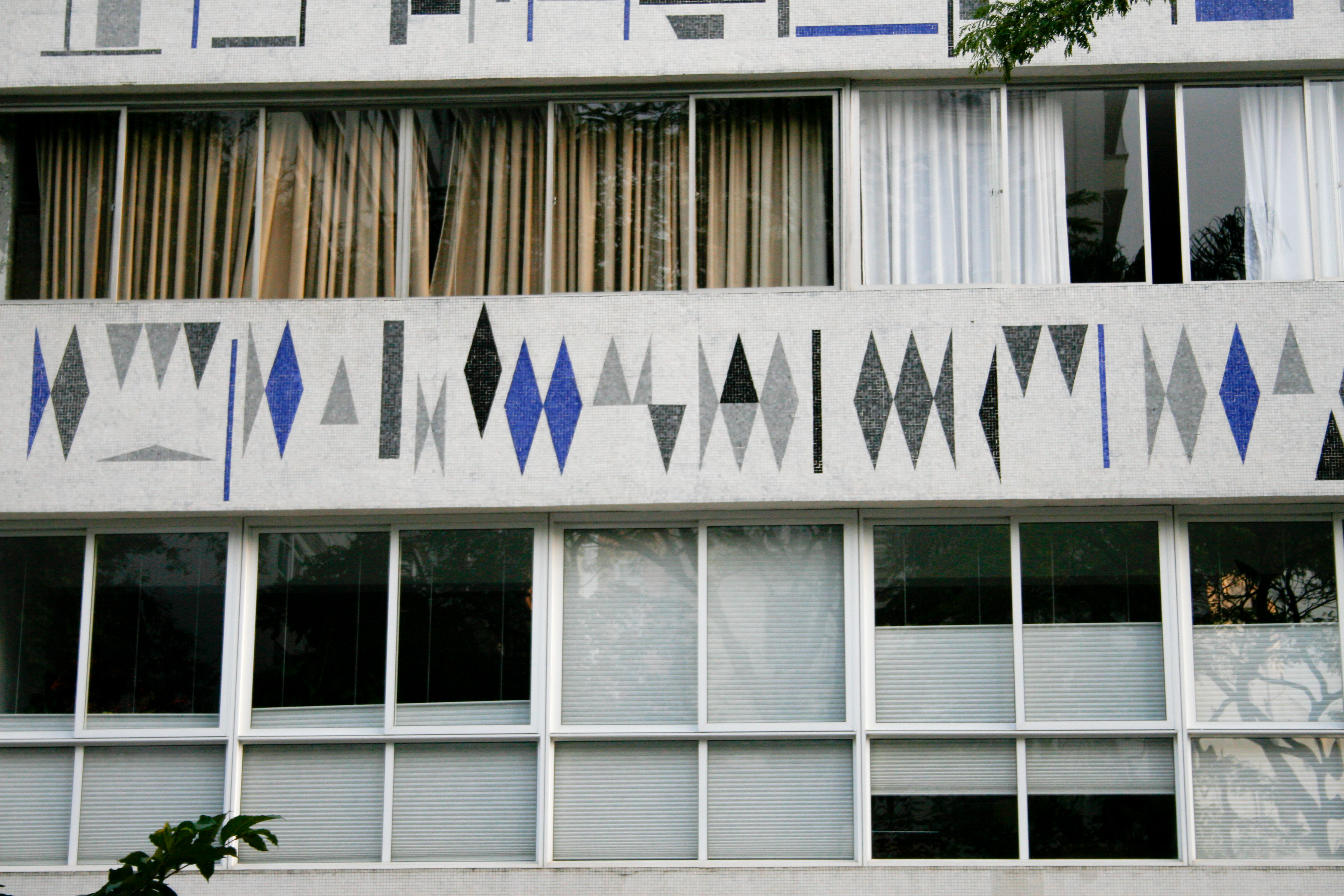
Avenida Higienópolis, 375, Higienópolis